# Bana, Kamerun
Bana är en ort i Kamerun.   Den ligger i regionen Västra regionen, i den västra delen av landet, 200 km nordväst om huvudstaden Yaoundé. Bana ligger 1 415 meter över havet och antalet invånare är 5 727.
Terrängen runt Bana är kuperad åt nordost, men åt sydväst är den bergig. Trakten runt Bana är ganska tätbefolkad, med 139 invånare per kvadratkilometer. Närmaste större samhälle är Bafang, 10,9 km väster om Bana. I omgivningarna runt Bana växer i huvudsak städsegrön lövskog.